# Monroe megye (Ohio)
Monroe megye az Amerikai Egyesült Államokban, azon belül Ohio államban található. Megyeszékhelye és legnagyobb városa Woodsfield. Lakosainak száma 13 385 fő (2020. április 1.). Monroe megye Belmont, Marshall, Wetzel, Tyler, Washington és Noble megyékkel határos.

## Népesség
A megye népességének változása:
| Lakosok száma | 14 590 | 14 725 | 14 589 | 14 585 | 14 409 | 13 385 |
|               | 2010   | 2011   | 2012   | 2013   | 2015   | 2020   |